# Sant Miquel de Conques
Sant Miquel de Conques és una església romànica de la vila de Conques, que tingué fins al 1970 municipi propi i actualment està englobat en el d'Isona i Conca Dellà. Està documentat el 1055 al Castell de Conques.

## Història
Fins a darreries del segle xvi tingué només categoria de sufragània, atès que la parroquial era la de Sant Sadurní, situada al castell. Entre 1582 i 1592 es produí el canvi de sufragània a parroquial.
Aquesta església rebé, com tot el poble de Conques, les conseqüències d'estar situada al mig de front de guerra del Pallars, tot l'any 1938. Quedà en part destruïda, a més de ser afectada en els seus elements ornamentals per les sacsejades d'aquell moment.
Es tracta d'un temple romànic molt alterat sobretot en època barroca. Era d'una sola nau, amb absis semicircular a llevant, tot fet amb aparell del segle xii: carreus grossos, ben tallats, sense cap altra ornamentació que la motllura que forma el ràfec damunt del qual hi hagué, en un primer moment, la teulada.

## Descripció

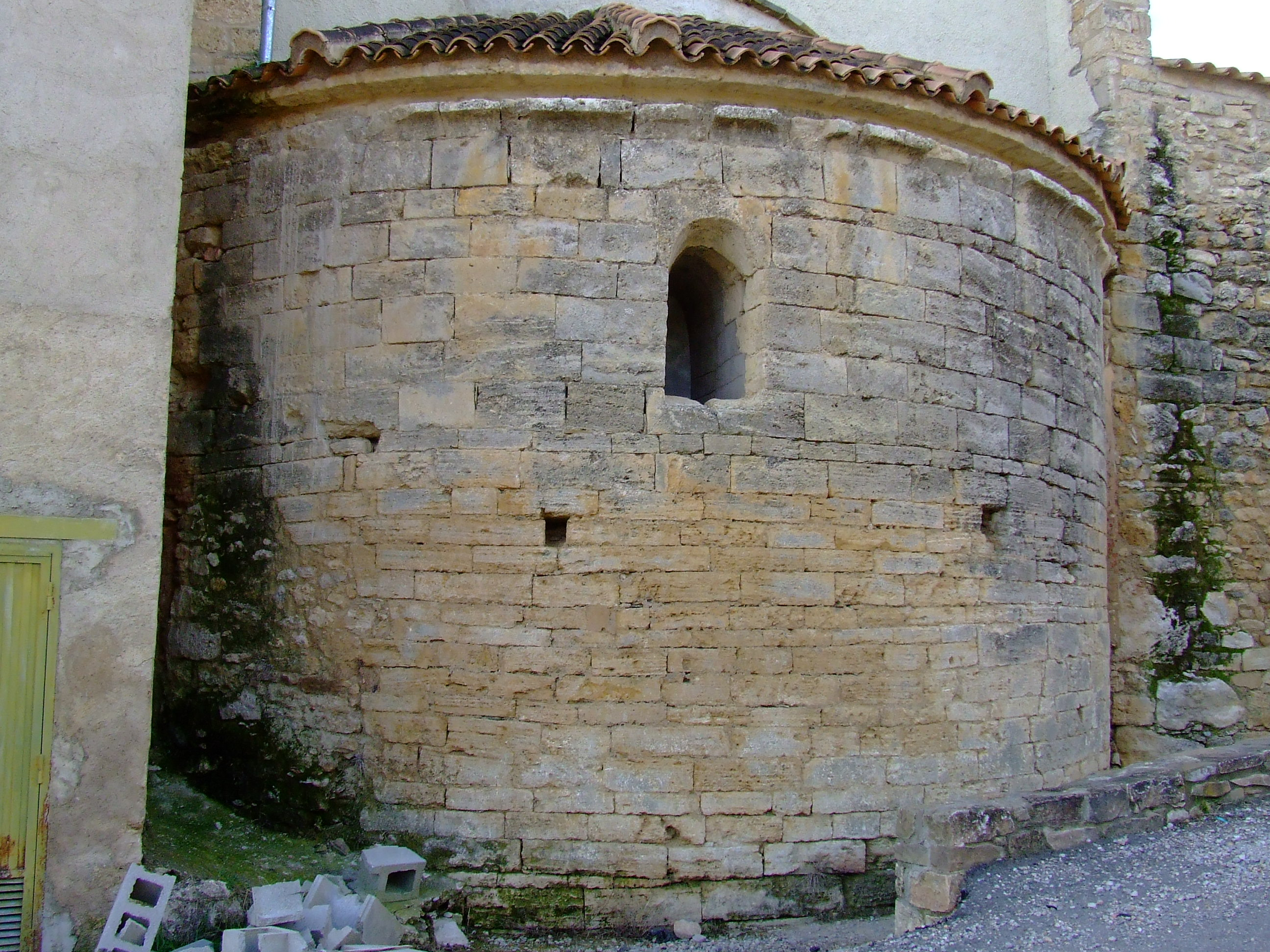
Absis de tradició romànica

La part baixa de la façana sud de l'església presenta algunes diferències amb la resta de la construcció romànica. Es deu tractar, segurament, del que queda de la primera església romànica, també del segle xii, que degué ser engrandida pel creixement de la població de Conques. També s'hi veuen dues portes paredades, una de les quals devia correspondre a la principal de la primera església.
La porta principal és a la façana de ponent, com se sol trobar en obres del romànic tardà. Està feta amb un arc de mig punt, que arrenca d'una motllura semblant a la que es veu a l'absis. Al capdamunt de la façana es poden veure les traces d'un campanar d'espadanya, que es va menjar el sobrealçat de la nau. Entre l'espadanya i la porta, també es pot veure una finestra romànica, molt transformada.
En època barroca es va engrandir la nau, sobrealçant-la i donant-li l'aspecte actual. També s'hi construí, a l'angle sud-est, la capella del Sant Crist, finament i rica ornamentada dins del moviment barroc, tot i que fou malmesa durant la Guerra Civil, conserva gran part de les seves pintures murals originals.
A l'època romànica pertany també la Mare de Déu de les Esplugues, una imatge romànica que era custodiada en cases particulars fins al febrer de 2016, que ha estat dipositada a l'església parroquial. Per l'aplec del Dilluns de Pasqua es porta al seu santuari on s'hi celebra una missa i un aplec popular de llarga tradició a la comarca.
A la gòtica, en canvi, es devia la figura del sant Crist, originària segons la tradició del poble de Covet i coneguda a la comarca per la demanda dels favors de la pluja. Fou cremat durant la Guerra Civil. Actualment se'n venera una còpia a l'altar que porta el seu nom.